# Kalanchoe luciae

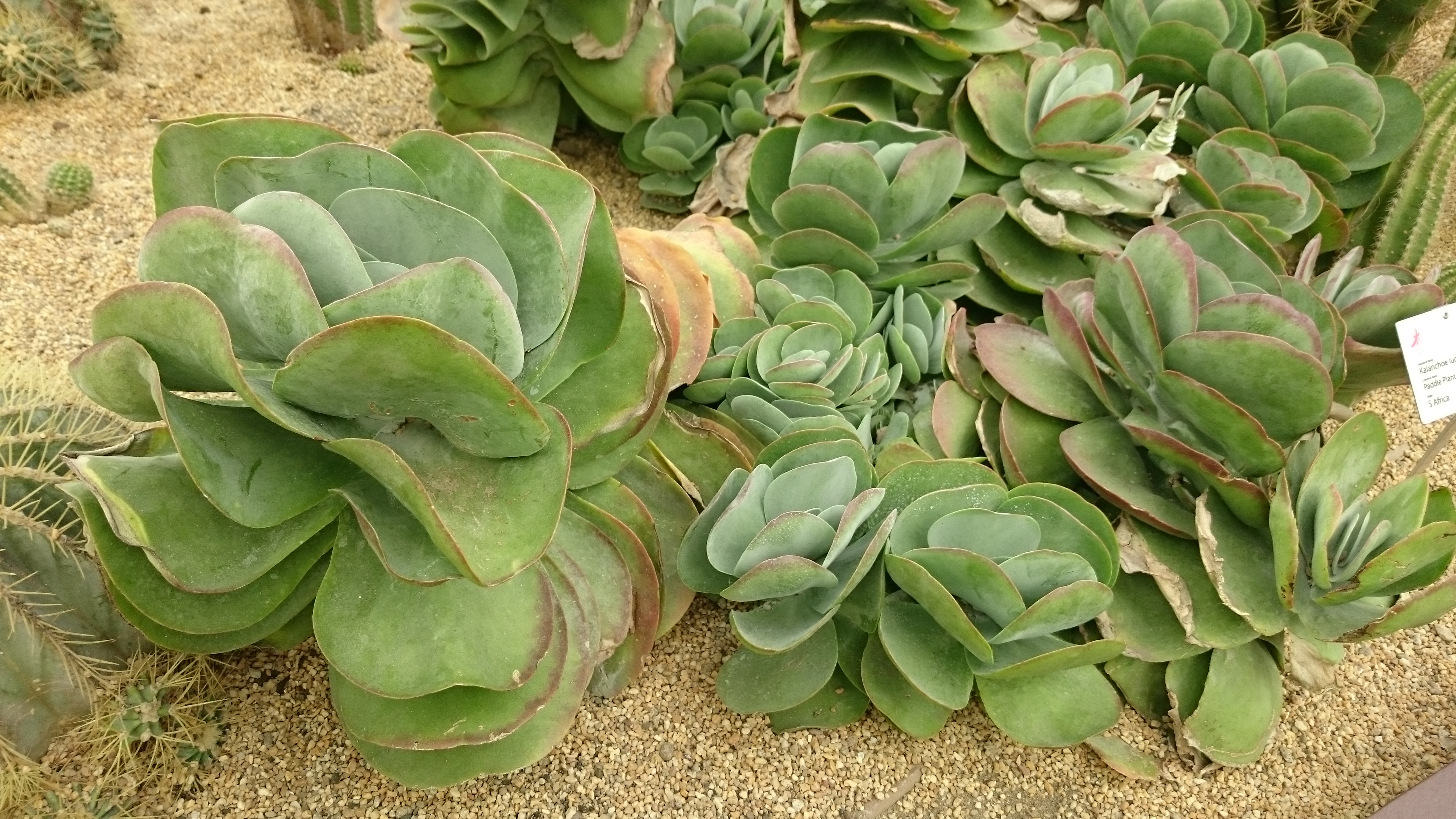
Kalanchoe luciae

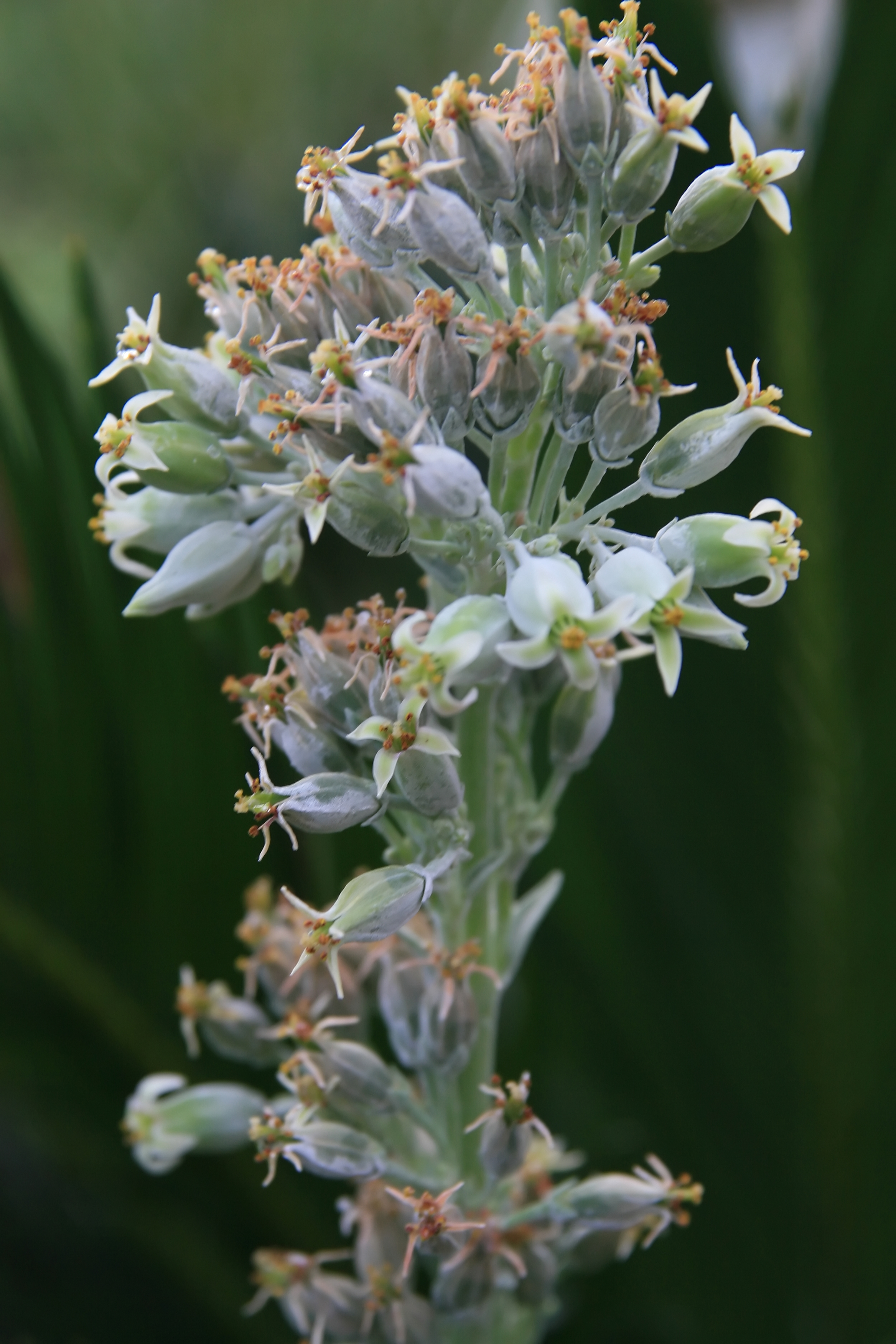
Inflorescència

Kalanchoe luciae és una espècie de planta suculenta del gènere Kalanchoe, de la família de les Crassulaceae.

## Descripció
És un arbust perenne o bienal (que sovint es confon amb Kalanchoe thyrsiflora', per la seva similitud). És una planta suculenta de ràpid creixement que forma fulles arrodonides i en forma de disc cobertes amb una pruïna grisa i el marge de la fulla pren un to vermellós durant els mesos més freds d'hivern, en cas contrari les fulles es mantenen uniformement verdes. La quantitat d'exposició al sol afecta la quantitat de color vermell que presenten les fulles.
Forma rosetes solitàries o en grups, d'uns 60 cm d'ample, d'un rizoma ramificat lleugerament inflat. En el moment de la floració cada roseta madura desenvolupa una sola tija robusta, corbada a la base, després erecta i recta, terete, de fins a 1,5 m d'alçada, i fins a 2 cm de diàmetre a la base. Finalment sense fulles a sota i marcada per les cicatrius molt properes de fulles caigudes, frondosa cap amunt. Tota la planta és completament glabra però coberta amb una capa blanca i farinosa que cau amb l'edat.
Les fulles són sèssils, decussades, semiampleuxicaules, breument unides, i cadascuna decurrent en 2 línies que pugen per la tija, senceres, arrodonides, truncades o una mica sinuoses. Les fulles basals de 6 a 18 de llarg, 5,5 a 15 cm d'amplada, subcirculars o obovades a oblongo-espatulades, reduïdes a una base subpeciolar molt curta i ample (de fins a 3 cm d'ample) molt denses; les fulles del mig, estenent-se, de 3 a 9 cm de llarg i 3 a 5 cm d'ample, oblongues a espatulades, més disperses; les més superiors més petites. Els entrenusos inferiors curts (els més curts d'uns 2 mm de llarg), els mitjans augmenten fins a uns 16 cm. Les fulles són planes o gairebé, glabres o peludes, de color verd grisenc a verd groguenc, cobertes amb una pruïna grisa i tenyides de vermell als marges.
Les inflorescències sorgeixen de les rosetes de fulles formades l'any anterior, en un tirs esvelt, tubular dens, continu o interromput, amb forma de panícula, de 30 a 60 cm de llarg, uns 6,5 cm de diàmetre, generalment amb molts dicasis axil·lars oposats i en zigazaga, acabant en monocasi sense un peduncle diferenciat. Les fulles de la tija floral semblants a bràctees, oblongues, més curtes que les cimes. Els pedicels de fins a 10 mm de llargada.
Les flors són erectes, poc pedunculades, verticals, tubulars, blanques o groc verdós pàl·lid. Calze amb lòbuls triangulars a ovats (sèpals) de 3 a 6 mm de llarg i 2 a 4 mm d'ample. Tub de la corol·la més o menys quadrangular, en forma d'urna, de 6 a 10 mm de llarg i de 8 mm de diàmetre al centre, molt contret just per sota del limbe, de color verd groguenc pàl·lid, de vegades cobert amb una lleugera pruïna gris-blanca, lòbuls de la corol·la oblongs, de 4 a 6 mm de llarg aguts o apiculats, de color verd groguenc pàl·lid, al principi suberecte, finalment reflectit. Filaments de 4 o 5 mm. llarg (en temps de fructificació). Anteres de 0,8 a 1,5 mm de llarg vermelloses. Escames oblongues, quadradets a transversalment oblongues, de 2 a 2,5 mm de llarg, normalment truncades. Pistil de 2,5 a 3,5 mm de llarg.
Nota: les diferències entre Kalanchoe luciae i Kalanchoe thyrsiflora són: 
- Les fulles de K. luciae es tenyeixen de vermell especialment amb el fred de l'hivern, mentre que les de K. thyrsiflora es mantenen de color verd calcari a blanc, recobertes d'una gruixuda capa pruïnosa de cera.
- Les flors de K. luciae tenen el tub en forma d'urna amb lòbuls de la corol·la lanceolada de color groc pàl·lid, i no són gaire perfumades, mentre que les flors de la K. thyrsiflora tenen el tub floral cilíndric i lòbuls amplament ovats de color groc brillant, i són molt perfumades.

## Distribució
Espècie endèmica del nord de Sud-àfrica, Swatzilàndia, Zimbawe i Moçambic. Creix als turons i carenes, als vessants de granit dels boscos o de la sabana.

## Taxologia
Kalanchoe luciae va ser descrita per Raymond Hamet i publicada al Bulletin de l'Herbier Boissier, sér. 2, 8: 256. 1908.

### Etimologia
Kalanchoe: nom genèric que deriva de la paraula cantonesa "Kalan Chauhuy", 伽藍菜 que significa 'allò que cau i creix'.
luciae: epítet que es creu que honora a Mademoiselle Lucy Dufour, coneguda del botànic i metge francès Raymond Hamet, que va ser l'autor d'aquesta espècie, o que es va nomenar perquè la planta és endèmica d'una zona de Sud-àfrica anomenada Saint Lucia Park.

### Sinonímia
- Kalanchoe albiflora H.M.L. Forbes (1941).
- Kalanchoe aleurodes Stearn (1931).